# Josef Hýsek
Josef Hýsek (* 18. März 1956) ist ein ehemaliger tschechoslowakischer Skispringer.

## Werdegang
Hýsek bestritt sein erstes internationales Turnier mit der Vierschanzentournee 1977/78. Seine beste Platzierung erreichte er dabei am 4. Januar 1978 in Innsbruck mit dem 12. Platz. 2 Jahre später sprang er erstmals im Skisprung-Weltcup. Am 27. Januar 1980 erreichte er in Zakopane mit Platz 11 seine ersten fünf Weltcup-Punkte. Auch in seinem zweiten und letzten Weltcup-Springen in Gstaad erreichte er mit Platz 12 Weltcup-Punkte. Am Ende der Weltcup-Saison 1979/80 belegte er mit neun gewonnenen Punkten am Ende den 73. Platz in der Gesamtwertung.

## Erfolge

### Weltcup-Platzierungen
| Saison  | Platz | Punkte |
| ------- | ----- | ------ |
| 1979/80 | 72.   | 009    |

### Vierschanzentournee-Platzierungen
| Saison  | Platz | Punkte |
| ------- | ----- | ------ |
| 1977/78 | 23.   | 643.5  |